# Mỹ Lệ (ca sĩ)
Hoàng Thị Nhật Lệ, thường được biết đến với nghệ danh Mỹ Lệ hay O'Mileh (sinh ngày 1 tháng 6 năm 1972), là một ca sĩ nhạc nhẹ Việt Nam. Cô sinh tại Quảng Bình và lớn lên ở Huế trong một gia đình có truyền thống âm nhạc. Bố là nhạc sĩ Hoàng Sông Hương và mẹ tuy không phải là ca sĩ chuyên nghiệp nhưng yêu âm nhạc. Cô là giọng ca nổi lên đầu thập niên 2000 cùng lứa với Thu Minh, Đoan Trang, Hồng Ngọc và Thanh Thảo. Mỹ Lệ hiện sinh sống tại cả Việt Nam và Đức cùng gia đình.

## Học tập
Mỹ Lệ học cello tại Nhạc viện Huế từ năm lên 7 tuổi.
Tốt nghiệp đàn Violoncell hệ chính quy 11 năm, khoa Giao hưởng, Nhạc viện Huế năm 1991.
Tốt nghiệp Đại học thanh nhạc năm 1996 tại Học viện Âm nhạc Huế.

## Thành tựu giai đoạn sinh viên
Trong thời gian còn là sinh viên, Mỹ Lệ đã đạt tham gia lưu diễn tại Pháp năm 1993 cùng các thầy cô giáo sư của nhạc viện, tham gia festival sinh viên của đại học Chiangmai – Thái Lan năm 1994, đạt Huy chương vàng tiếng hát sinh viên toàn quốc năm 1994 tổ chức tại Thành phố Hồ Chí Minh, Huy chương bạc Liên hoan các trường nghệ thuật chuyên nghiệp năm 1995 tại Hà Nội và giải "Giọng hát triển vọng" trong cuộc thi Liên hoan giọng hát thính phòng toàn quốc (cuộc thi mang tính cổ điển chuyên nghiệp) vào năm 1996 tại nhạc viện Thành phố Hồ Chí Minh.

## Giai đoạn chuyên nghiệp

### 1997 - 2000: Khởi nghiệp và những dấu ấn ban đầu
Năm 1997, Mỹ Lệ chính thức vào TP. HCM và bắt đầu hoạt động nghệ thuật chuyên nghiệp. Tham gia trong nhiều chương trình ca nhạc lớn như: Duyên Dáng VN5, chương trình "Thập kỷ tình ca" của báo Lao động, và nhiều CT ca nhạc khác. Bắt đầu thu âm cho các hãng băng đĩa nhạc như: Kim Lợi, Làng Văn...
Năm 1998, cô tham gia lưu diễn với cố nhạc sĩ Trịnh Công Sơn tại Singapore, xuất hiện trong các chương trình tác giả tác phẩm của nhóm "Những người bạn", chương trình tác giả Từ Huy - Bảo Phúc, thu âm một số nhạc phẩm của Trịnh Công Sơn.
Năm 1999, cô tham gia lưu diễn 1 tháng ở các nước châu Âu cùng với các ca sĩ Thành phố Hồ Chí Minh, tham gia chương trình "Trịnh Công Sơn – Dấu chân không năm tháng" và nhiều chương trình ca nhạc lớn trên cả nước. Tham gia thu âm trong nhiều chương trình ca nhạc như: Mưa trên cuộc tình 1, 2, 3 của Trung tâm băng nhạc Trẻ và HT production, "Tình vô tận 1, 2" của Vafaco, Bến Thành Audio, và nhiều chương trình ca nhạc tổng hợp. Cô bắt đầu tạo dấu ấn rõ nét trong công chúng với những bài hát "Vầng trăng đêm trôi", "Kẻ rong chơi cuối thế kỷ", "Biển trắng"...
Năm 2000, Mỹ Lệ đoạt huy chương vàng trong liên hoan nghệ thuật chuyên nghiệp Mùa Thu tổ chức tại Thành phố Hồ Chí Minh, tham gia Duyên Dáng Việt Nam 10, Nhịp cầu âm nhạc (HTV), Lá thư âm nhạc và xuất hiện nhiều trong những chương trình ca nhạc. Thu âm chung với ca sĩ Quang Linh trong album "Cô tấm ngày nay", đồng thời liên tục tham gia thu âm nhiều bài hát. Ngoài ra cô cũng gây ấn tượng với hai màn kết hợp hai ca khúc "Anh" (với Trần Tâm) và "Trách chi lời anh nói" (với Đan Trường).

### 2001 - 2003: Về với em, Cho nhau một nụ cười và bắt đầu nổi tiếng
Năm 2001, Mỹ Lệ phát hành Album solo đầu tay "Về Với em", tham gia Duyên Dáng Việt Nam 11, chương trình "Dòng thời gian" của báo Sài Gòn Giải Phóng, Trò chơi âm nhạc, Quà tặng âm nhạc của VTV và nhiều CT ca nhạc khác... Được yêu thích bởi những ca khúc Dòng sông không trở lại (sound track trong phim Dòng đời), Một ngày bình yên, Tan bao giấc mơ, Và cơn mưa tới...
Năm 2002, Mỹ Lệ được bình chọn một trong 10 ca sĩ được yêu thích nhất của giải VTV - Bài hát tôi yêu, phát hành Album Vol.2 "Cho nhau một nụ cười". Những bài hát do cô trình bày được yêu thích nhất trong năm là Góc phố buồn, Tình đầu, Cho nhau một nụ cười...
Năm 2003, được bình chọn trong chương trình VTV - Bài hát tôi yêu lần 2 với ca khúc Cho nhau một nụ cười trong album cùng tên, được đề cử ca sĩ được yêu thích trong chương trình bình chọn "Ngôi sao bạch kim" của báo MASK (màn ảnh sân khấu và Thế giới nghệ sĩ), video album tuyển chọn những bài hát yêu thích, tham gia lưu diễn ở Canada vào tháng 12.

### 2004 - 2008: Hình ảnh Mỹ nhân ngư và xây dựng gia đình
Năm 2004, phát hành album Mỹ Nhân Ngư và tạo dấu ấn với bài vocal Gọi tên bốn mùa của cố nhạc sĩ Trịnh Công Sơn.
Năm 2005, cô lập gia đình với một doanh nhân và sau đó đã có 02 con gái: Mỹ Anh (sinh năm 2005) và Mỹ Uyên (sinh năm 2006). Từ lúc lập gia đình, cô ít xuất hiện hơn trên thị trường âm nhạc và chưa có thêm album mới nào.
Năm 2007, Mỹ Lệ thu âm hai ca khúc "Trôi trong gương" và "I love music" cho album đầu tiên của nhạc sĩ Giáng Son. Ca khúc "Trôi trong gương" cũng trở thành một trong những ca khúc được yêu thích của Bài hát Việt năm 2007.
Năm 2008, Mỹ Lệ bắt đầu kinh doanh và sở hữu một fashion house và cho ra đời nhiều thiết kế của riêng mình. Tuy nhiên, cô bị chỉ trích là thảm họa thời trang bởi nhiều tờ báo thời trang.

### 2009 - 2010: Trở lại với Nhan sắc và liveshow đầu đời Symphony
Năm 2009, Mỹ Lệ đã trở lại với Album mang tên Nhan sắc - album này đã giúp cô đoạt giải Album do Hội đồng nghệ thuật bình chọn tại Chương trình Album vàng tháng 6.2009.
Năm 2009, Mỹ Lệ tổ chức liveshow đầu tiên trong sự nghiệp với tên "MyLe in Symphony" và năm 2010 cô cho phát hành bộ CD và DVD "Symphony".
Năm 2010, Mỹ Lệ ghi âm ca khúc nhạc phim "Mơ về anh" một sáng tác của Nguyễn Hoài Anh cho bộ phim truyền hình "Gia đình sóng gió" và được nhiều khán giả yêu thích.

### 2011 - nay: Tình, O'Mileh và những dự án mới
Năm 2011, Mỹ Lệ cho ra mắt album "Tình" hát các ca khúc trữ tình và tiền chiến.
Năm 2012, Mỹ Lệ tham gia chương trình Hợp ca tranh tài, dẫn dắt dàn hợp ca đến từ Huế. Cùng năm, cô được mời tham gia biểu diễn cho đêm chung kết của cuộc thi Giọng hát Việt mùa thứ nhất.
Năm 2013, Mỹ Lệ tham gia gameshow "Cặp đôi hoàn hảo" cùng nam diễn viên Khương Ngọc và giành giải Đồng chung cuộc. Cô để lại dấu ấn mạnh mẽ với bộ váy đầm "Mỳ ăn liền" Hảo Hảo - một nhà tài trợ của chương trình.
Năm 2017, Mỹ Lệ có thêm một người con trai và sang Đức sống.
Năm 2021, Mỹ Lệ trở lại với nghệ danh mới O'Mileh với dự án âm nhạc cover các bài hát vượt thời gian của thế giới với phong cảnh Việt Nam. Cô cũng phát hành MV "Trà xanh chén đắng không anh ?". Cô cũng được mời làm giám khảo cho cuộc thi Sao tìm sao năm 2021 của đài HTV.

## Đĩa nhạc đã phát hành
- Vol 1 : Về với em (2001)
- Vol 2 : Cho nhau một nụ cười (2002)
- Vol 3 : Mỹ nhân ngư (2004)
- Vol 4 : Nhan sắc (2009)
- Vol 5 : Mỹ Lệ in Symphony (2010)
- Vol 6 : Tình (2011)
- Ngoài các album cá nhân , cô cũng có nhiều bài hát hít thu cho các hãng đĩa và riêng lẻ khác, xem phần Giai đoạn chuyên nghiệp.